# Тумб, Альберт
Альберт (Йозеф Густав) Тумб нем. Albert (Joseph Gustav) Thumb  (18 мая 1865 года , Фрайбург-им-Брайсгау — 14 августа 1915 года, Фрайбург-им-Брайсау) — немецкий лингвист и неогрекист.

## Биография
Альберт Тумб был сыном архитектора Альберта Алоиса Тумба (1838—1886). Его матерью была Ида, урожденная Шанценбах (род. 24 октября 1839 года в Mingolsheim). Дед Альберта, Алоис Тамб, а его жена Анна Барбара Бейдер.
После гуманитарной гимназии во Фрайбурге-им-Брайсгау (1875—1884), Тумб учился с зимнего семестра 1884/1885 до конца зимнего семестра 1885/1886 у Карла Бругмана в Лейпциге. В период летнего семестра 1886 года он отправился в Гейдельберг, где в основном изучал индоевропейскую лингвистику у Германа Остхофа, а в период зимнего семестра 1886/1887 годов он переехал в Лейпциг на два семестра, где снова учился у Карла Бругмана. В 1888 году Тумб получил докторскую степень в области сравнительного языкознания и классической филологии у Рудольфа Турнисена во Фрайбурге-им-Брайсгау. В период летнего семестра 1889 года он отправился в Берлинское отделение восточных языков для изучения современного греческого языка. В феврале 1889 года он прошел в государственную экспертизу по классической филологии в Карлсруэ.
В конце октября 1889 года будущий учёный отправился в свою первую учебную поездку в Грецию, которая в основном способствовала углублению и совершенствованию его знаний современного греческого языка. Кроме того, он проводил языковые исследования, результаты которых вошли в его «Справочник по новогреческому языку», а также в диссертацию по абилитации и лекцию по абилитации, которую он написал после своего возвращения в Германию в июле 1890 года. Поездка в Грецию сопровождалась стажировкой учителем средней школы в гимназии Фрайбурга и абилитацией (1891 г.) по предметам сравнительное языкознание и современный греческий язык. С 1891 года он сначала преподавал как частный лектор, а позже был адъюнкт-профессором (с 1895 года) лингвистики и современного греческого языка в Университете Альберта Людвига во Фрайбурге, а также работал учителем средней школы до 1901 года .
Тумб предпринял вторую поездку на Восток с марта по май 1894 года. Его главной целью был сбор материалов по фольклору и языку современных греков. В 1901 году Tумб стал адъюнкт-профессором в Марбурге; зимой 1909/1910 гг. он стал профессором сравнительного языкознания в Страсбургском университете кайзера Вильгельма .
В июле 1915 года он тяжело заболел и вернулся в родной Фрайбург, где и скончался 14 августа 1915 года. Научное наследие Тумба было куплено его другом и передано лингвистическому факультету Фрайбургского университета.
Труды Тумба включают в себя исследования по общей лингвистике, количественной лингвистике, индоевропейским языкам (в частности, санскриту) и исследованиям по современному греческому языку и фольклору.

## Работы
Лингвистика
•	Совместно с Карлом Марбе : Экспериментальные исследования психологических основ формирования лингвистической аналогии. Engelmann, Leipzig 1901. (Перепечатка с введением Дэвида Д. Мюррея, Джона Бенджамина, Амстердам 1978 г. ISBN 90-272-0971-5 .)
•	Экспериментальная психология на службе лингвистики. В: Отчеты о заседаниях Общества содействия естественным наукам в Марбурге , No. 2 февраля 1907 г., страницы 11-23. Университетская типография Joh.Aug. Koch, Giessen 1908.
•	Экспериментальная психология и лингвистика. Вклад в методологию. В: Germanisch-Romanische ежемесячно 3, 1911, страницы 1-15; 65-74.
Труды по современному греческому языку
•	Учебник современного греческого языка. Грамматика, тексты, глоссарий. Опубликовано Карлом Дж. Трубнером, Страсбург, 1895 г. (онлайн) . Второе, улучшенное и дополненное издание. Опубликовано Карлом Дж. Трубнером, Страсбург, 1910 г. (онлайн) .
•	Грамматика современного греческого языка. GJ Göschen, Berlin 1915. 2-е, полностью переработанное и дополненное издание Йоханнеса Э. Калицунакиса . Вальтер де Грюйтер, Берлин, 1928 г